# Noto-Erdbeben 2024
Das Noto-Erdbeben 2024 (japanisch 令和6年能登半島地震 Reiwa 6-nen Noto-hantō jishin, „Noto-Halbinsel-Erdbeben des Jahres Reiwa 6“) war ein Erdbeben der Stärke 7,5 Mw am 1. Januar 2024 um 16:10 Uhr Ortszeit sieben Kilometer nordnordwestlich vor der Küste von Suzu auf der Noto-Halbinsel im japanischen Ishikawa.
Es führte zu einem Tsunami von über 1,2 m entlang des Japanischen Meeres.

## Erdbeben
Der United States Geological Survey (USGS) meldete für das Erdbeben eine Momentenmagnitude von 7,5 Mw und eine Herdtiefe von 10 km. Der Herdmechanismus des Hauptbebens entsprach einer flachen Aufschiebung entlang einer nordöstlich verlaufenden und nach Nordwesten oder Südosten abfallenden Ebene,
die sich entlang der konvergenten Grenze zwischen der Ochotsk-Platte und der Amurplatte ereignete. Ein Vorbeben der Stärke 5,5 ereignete sich vier Minuten vor dem Hauptbeben, während ein Nachbeben der Stärke 6,2 neun Minuten später auftrat. Nach dem Erdbeben wurden etwa 150 Nachbeben registriert,
von denen mindestens sieben eine Stärke von 5,0 und mehr aufwiesen.
Nach einem vom USGS veröffentlichten Finite-fault-Modell erstreckte sich der Bruch des Erdbebens etwa 200 km vom Südosten der Noto-Halbinsel bis zur Insel Sado entlang einer nach Südosten abfallenden Verwerfung. Die Zonen mit der größten Verschiebung lagen nordöstlich und südwestlich des Hypozentrums. Der letztgenannte Bereich verursachte die größte Verschiebung von 3,67 m unter der Halbinsel. Eine weitere Verschiebungszone trat zwischen der Halbinsel und der Insel Sado auf und verursachte eine Verschiebung von bis zu 1,86 m. Die Verwerfung brach wahrscheinlich zum Meeresboden hin auf.
Nach Angaben der Kokudo Chiriin verschoben sich Teile des Landes um bis zu 1,3 m nach Westen, wobei die größte Verschiebung in Wajima aufgrund von Krustenverformungen beobachtet wurde. In Anamizu verschob sich das Land um einen Meter nach Westen. Nach Angaben der Behörde könnte es sich bei diesen Bewegungen jedoch auch um Hang- oder lokale Bodenbewegungen handeln.
Die JMA teilte mit, dass sie eine maximale Erdbebenstärke von 7 (Shindo 7) verzeichnete, die höchste Stufe auf ihrer Erdbebenintensitätsskala. Es ist das erste Mal seit 2018, dass ein Erdbeben dieser Stärke in dem Land beobachtet wurde. Die höchste Intensität wurde in Shika gemessen. Die Intensität 6+ wurde in Nanao, Wajima, Suzu und Anamizu gemessen. Die Intensität 6- wurde in Nagaoka in der Präfektur Niigata und in Nakanoto und Noto gemessen. Das Erdbeben wurde auch von Bewohnern in Tokio und in der gesamten Region Kantō sowie in der Präfektur Aomori an der Nordspitze von Honshū und in Kyūshū im Süden des Landes gespürt.

## Tsunami
Für weite Teile der japanischen Westküste von den Präfekturen Hokkaidō bis Nagasaki wurde unmittelbar nach dem Erdbeben eine Tsunami-Warnung ausgesprochen und in den Präfekturen Ishikawa, Niigata, Toyama und Yamagata wurden Evakuierungen angeordnet, der ersten großen Tsunami-Warnung seit dem Tōhoku-Erdbeben 2011.
Der öffentlich-rechtliche Rundfunk NHK sagte, dass Tsunamiwellen von 5 m zu erwarten seien, obwohl später viel kleinere Wellen eintrafen. Das Pacific Tsunami Warning Center erklärte, dass gefährliche Tsunamiwellen in einem Umkreis von 300 km um das Epizentrum möglich seien.
Von den Evakuierungsanordnungen waren 51.000 Menschen betroffen, von denen allein 1.000 auf dem Stützpunkt der japanischen Luftselbstverteidigungsstreitkräfte in Wajima untergebracht wurden.
Die ersten Wellen wurden gegen 16:21 Uhr gemeldet, wobei Tsunamiwellen von mehr als 1,2 m auf Wajima trafen. Ein Tsunami mit einer Stärke von 90 cm traf Kanazawa, während ein Tsunami mit einer Stärke von 80 cm die Präfektur Toyama und Sakata traf. Wellen von 50 cm wurden in Nanao und Tsuruga gemessen, während Wellen von 40 cm in Kashiwazaki, Toyooka, Tobishima und auf der Insel Sado registriert wurden. In Toyama wurde eine 0,5 m hohe Welle gemeldet. In Hokkaidō wurden in Setana Wellen von bis zu 60 cm gemeldet, während die Insel Okushiri von 50 cm hohen Wellen heimgesucht wurde.
In Suzu wurden Häuser von ihren Grundmauern gerissen und einige wurden weiter ins Landesinnere getrieben. Der Tsunami brachte viele Fischerboote zum Kentern und trieb einige an Land. Bei einem Überflug der Stadt durch einen Nachrichtenhubschrauber wurden eingestürzte Gebäude und umgestürzte Autos beobachtet. Der Gouverneur der Präfektur Ishikawa, Hiroshi Hase, sagte, der Tsunami habe das Gebiet um den Hafen von Iida bis zu 100 m landeinwärts überflutet. In Shika erreichte eine Reihe von Tsunamiwellen um 17:40 Uhr den Hafen.
In Jōetsu in Niigata beschädigte der Tsunami Gebäude.
Die große Tsunami-Warnung wurde später um 20:30 Uhr, etwa vier Stunden nach dem Erdbeben, herabgestuft. Diese Tsunami-Warnungen wurden später zu Empfehlungen herabgestuft, die schließlich um 10:01 Uhr am 2. Januar, etwa 18 Stunden nach dem Erdbeben, aufgehoben wurden.

## Folgen

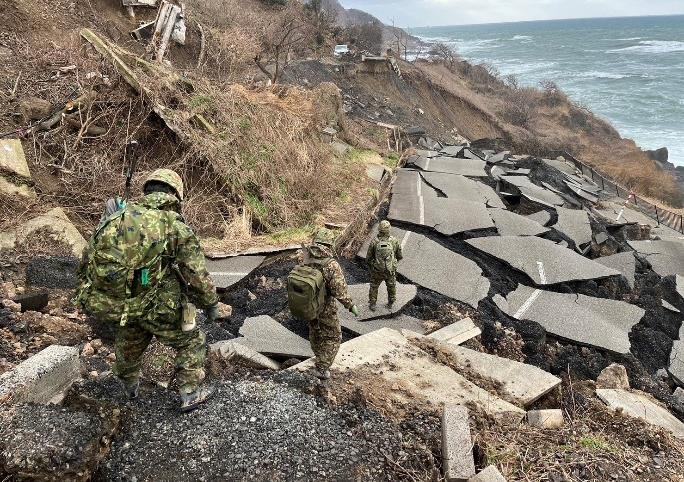
Soldaten der Selbstverteidigungsstreitkräfte an einer zerstörten Küstenstraße

Das Erdbeben ereignete sich an Neujahr und viele Menschen waren unterwegs. Mindestens 232 Menschen wurden getötet, mehr als 1000 verletzt, 22 werden noch vermisst (Stand 19. Januar). In sieben Präfekturen wurden außerdem 189 Menschen verletzt, mindestens 22 Menschen aus Ishikawa erlitten schwere Verletzungen, bis zum 2. Januar waren etwa 27.700 Menschen in Ishikawa in 336 Evakuierungszentren untergebracht.
In Wajima stürzten mindestens 50 Häuser ein. Gegen 17:00 Uhr brach in der Stadt ein Brand aus. Aufgrund beschädigter Straßen konnten die Feuerwehrleute die Flammen nicht löschen, die schätzungsweise 200 Gebäude, darunter viele Wohnhäuser, zerstörten. Mehr als 30 Menschen wurden in der Stadt verletzt, während aus Suzu noch viel mehr Verletzte gemeldet wurden, wo 1.000 Häuser und 90 Prozent der Gebäude zerstört wurden, darunter viele durch Brände. In Wajima wurden mindestens 14 Menschen von eingestürzten Häusern begraben, während die örtliche Feuerwehr und das Gesundheitsamt mehrere Verletzte meldeten. Ein Sprecher des städtischen Krankenhauses von Wajima sagte, die Menschen hätten Knochenbrüche oder seien durch herabfallende Gegenstände verletzt worden. Neben den beiden Todesopfern gab es in Shika eine verletzte Person und zwei eingestürzte Häuser. In Anamizu war eine Person bewusstlos und neun Gebäude stürzten ein. In der gesamten Gebirgsregion der Halbinsel kam es zu zahlreichen Erdrutschen.

### Rettungsmaßnahmen

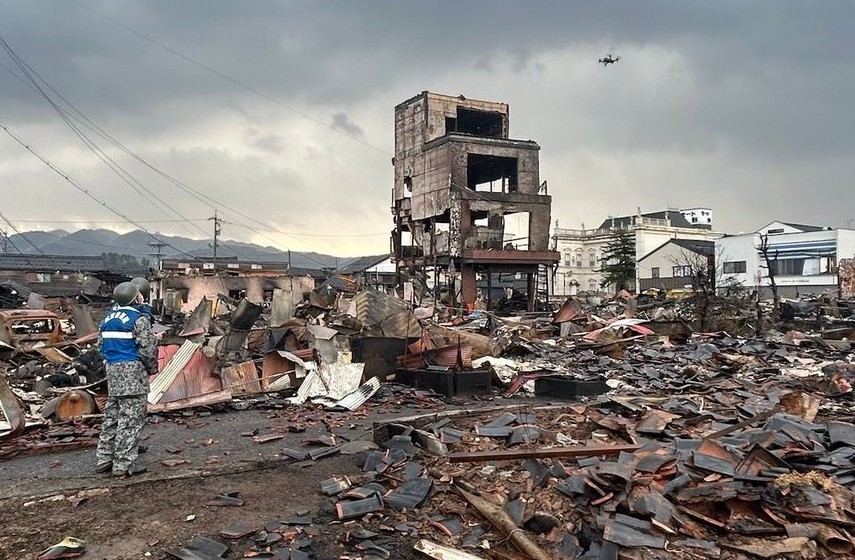
Drohnensuchaktion der Luftselbstverteidigungsstreitkräfte auf dem Marktgelände in Wajima

Premierminister Fumio Kishida kündigte die Einrichtung eines speziellen Notfallzentrums an, um Informationen über das Erdbeben und den Tsunami zu sammeln und zu verbreiten. Verteidigungsminister Minoru Kihara wies die japanischen Selbstverteidigungsstreitkräfte (JSDF) an, bei den Rettungsmaßnahmen zu helfen. Später kündigte er die Entsendung von 1.000 JSDF-Mitarbeitern in die betroffene Region an, während 8.500 weitere in Bereitschaft standen. Außerdem wurden etwa 20 JSDF-Flugzeuge entsandt, um die Schäden zu begutachten.
Die Kansai Denryoku, die Tokyo Electric Power Company und die Hokuriku Denryoku erklärten, sie würden ihre Kernkraftwerke auf Anomalien untersuchen. Sowohl die Kansai als auch die Hokuriku Denryoku erklärten später, es seien keine Anomalien gemeldet worden, wobei die Reaktoren im Kernkraftwerk Shika in der Präfektur Ishikawa zum Zeitpunkt des Erdbebens für Inspektionen herunter gefahren waren. Auch die japanische Atomaufsichtsbehörde stellte keine Unregelmäßigkeiten in den Kraftwerken entlang der Küste des Japanischen Meeres fest. Die Hokuriku Denryoku schaltete außerdem zwei Generatoren in ihrem Wärmekraftwerk Nanao Ota in Nanao ab.
Der Verkehr mit dem Shinkansen wurde nach dem Erdbeben in den zentralen und östlichen Teilen Japans eingestellt, sodass mindestens 1.400 Fahrgäste in vier blockierten Zügen zwischen Toyama und Kanazawa für etwa elf Stunden festsaßen. Der Schienenhochgeschwindigkeitsverkehr wurde am Nachmittag des 2. Januar wieder aufgenommen. Auch der Nahverkehr wurde nach dem Erdbeben für bis zu 24 Stunden eingestellt. Mehrere wichtige Autobahnen in den betroffenen Gebieten waren ebenfalls gesperrt. All Nippon Airways und Japan Airlines sagten Flüge in die Präfekturen Toyama, Ishikawa und Niigata für den Rest des 1. Januar ab. Japan Airlines kündigte daraufhin zusätzliche Flüge zum Flughafen Komatsu in der Präfektur Ishikawa und zum Flughafen Niigata am 2. Januar an.